# Colosenses 1

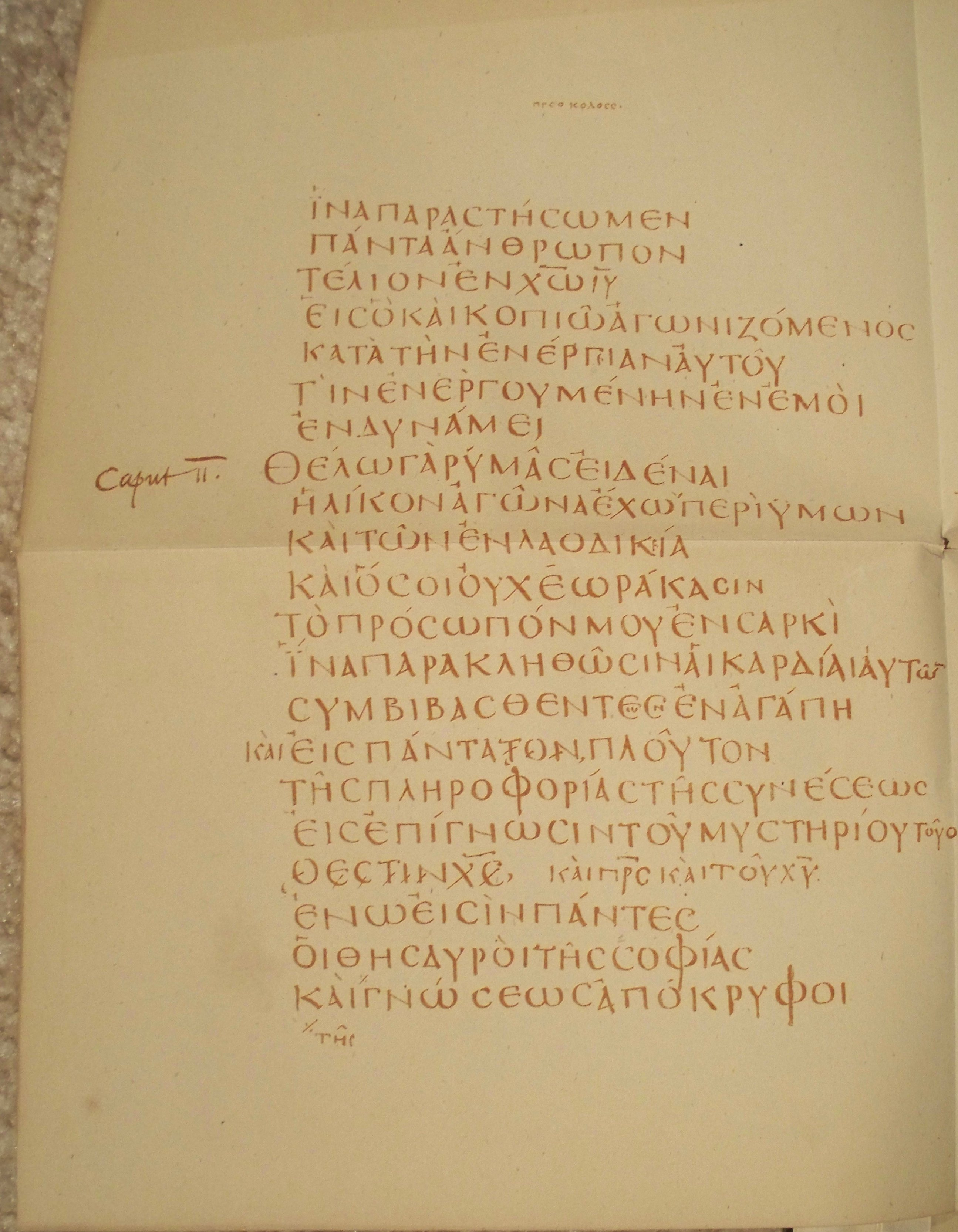
Página que contiene la Epístola a los Colosenses 1:28-2:3 en el Códice Claromontano que se cree fue creado en el año 550 d.C.

 Colosenses 1 es el primer capítulo de la Epístola a los Colosenses es el duodécimo libro del Nuevo Testamento. Fue escrito, según el texto, por Pablo el Apóstol y Timoteo, y dirigido a la iglesia en Colosas, una pequeña ciudad de Frigia cerca de Laodicea y aproximadamente a 100 millas (160,9 km) de Éfeso en Asia Menor. 

## Texto
- La carta original fue escrita en griego koiné y dirigida a la iglesia de la ciudad de Colosas.
- Algunos de los manuscritos más antiguos que contienen copias de este capítulo incluyen
  - Papiro 46 (se cree que fue realizado alrededor del año 200 d. C.)
  - Códice Vaticano (escrito ~325-350 d. C.)
  - Códice Sinaítico (~330-360 M)
  - Códice Alejandrino (~400-440 M)
  - Codex Ephraemi Rescriptus (~450 d. C.; conserva los versículos 3-29)
  - Codex Freerianus (~450 d. C.; se conservan los versículos 1-4, 10-12, 20-22, 27-29)
  - Códice Claromontano (~550 M)
  - Códice Coisliniano (~550 d. C.;)
- Este capítulo está dividido en 29 versículos.
- Contiene acción de gracias, oración y un testimonio del ministerio de Pablo.

## Estructura
División del capítulo:
- Colosenses 1:1-2 {{{2}}} = Saludos
- Colosenses 1:3-23 {{{2}}} = Acción de gracias y oración
- Colosenses 1:24-29 {{{2}}} = El ministerio y los sufrimientos de Pablo

## Versículo 1-13
1-Pablo, apóstol de Cristo Jesús por voluntad de Dios, y Timoteo, el hermano, 
2-a los santos y fieles hermanos en Cristo que están en Colosas: la gracia y la paz de Dios, nuestro Padre, estén con vosotros.
3-Damos gracias a Dios, Padre de nuestro Señor Jesucristo, orando siempre por vosotros, 
4-al llegarnos noticias de vuestra fe en Cristo Jesús y del amor que tenéis a todos los santos, 
5-a causa de la esperanza en lo que os está reservado en los cielos.
.........
13-Él nos arrebató del poder de las tinieblas y nos trasladó al reino del Hijo de su amor, 
14-en quien tenemos la redención, el perdón de los pecados.

### Comentario a los versículos 1-12
Después de la introducción epistolar, la carta inicia con un agradecimiento a Dios por la fiel respuesta de los destinatarios a sus dones. Continúa con una profunda oración para que avancen en santidad y una exhortación a reconocer con gratitud las maravillas que Dios ha hecho en ellos. Todo culmina en una declaración majestuosa sobre la supremacía de Cristo sobre la creación y la Iglesia, destacando cómo todo queda alcanzado por la redención obtenida mediante su sangre en la cruz.
Pablo no había evangelizado a Colosas, sino que fue Epafrás. Desde el inicio, se reconoce y elogia la predicación y la obra de este discípulo, expresando gozo por la fe de los colosenses. Las doctrinas sincretistas que se difundían en las iglesias de Frigia despertaban un notable interés por el "conocimiento" de los misterios divinos. La oración ferviente subraya la importancia de un conocimiento correcto de Dios, obtenido a través del Evangelio transmitido, en contraste con las enseñanzas erróneas que prometían salvación solo a quienes alcanzaban la gnosis (conocimiento).

Por este motivo, el Apóstol reza sin cesar para que crezcan en el verdadero conocimiento de Dios (vv. 9-10) y les exhorta al agradecimiento, manifestado en obras (v. 10), por los dones de Dios recibidos por medio de Cristo. «Aquí habla de la vida y de las obras, y es que también lo hace en todas partes: siempre junta la fe a la conducta (…). Efectivamente, quien conoce a Dios y es considerado digno de ser siervo de Dios, más aún, incluso hijo, mira tú cuánta virtud no necesitará.

### Comentario a los versículos 13-14
Librándonos de la potestad de las tinieblas: Lo principal de la redención es la liberación del control y del poder de las tinieblas, es decir, de Satanás (Mt 4:8-11; Lc 22:52-53; Efesios 2:2; Efesios 6:12). Ahora estamos en el reino de Cristo y bajo Su reinado (Romanos 6:17–22; véase Hechos 26:18).

## Versículos 15-20
El apóstol hace a continuación un sentido himno a la primacía de Cristo y al señorío de Jesús sobre toda la Creación.
15-El cual (el Hijo) es la imagen del Dios invisible, primogénito de toda creación, 
16-porque en él fueron creadas todas las cosas en los cielos y sobre la tierra, las visibles y las invisibles, sean los tronos o las dominaciones, los principados o las potestades. Todo ha sido creado por él y para él. 
17-Él es antes que todas las cosas y todas subsisten en él. 
18-Él es también la cabeza del cuerpo, que es la Iglesia; él es el principio, el primogénito de entre los muertos, para que él sea el primero en todo, 
19-pues Dios tuvo a bien que en él habitase toda la plenitud, 
20-y por él reconciliar todos los seres consigo, restableciendo la paz, por medio de su sangre derramada en la cruz, tanto en las criaturas de la tierra como en las celestiales.

### Comentario a los versículos 15-20
En contraste con las falsas propuestas de salvación ofrecidas por ciertas doctrinas, se ensalza el misterio de Cristo y su obra redentora. Estos versículos forman un himno que exalta el señorío de Jesús sobre toda la creación. En la primera parte (vv. 15-17), se declara que su dominio se extiende al universo entero, derivado de su acción creadora, evocando el prólogo de Juan y el inicio del Génesis. La segunda parte (vv. 18-20) aborda la nueva creación por la gracia, lograda mediante su sacrificio en la cruz. Cristo es presentado como «Mediador y Cabeza de la Iglesia», quien ha restaurado la paz y reconciliado todas las cosas con Dios. La expresión «imagen del Dios invisible» (v. 15) refleja la misma idea que la teología cristiana posterior desarrollaría sobre la identidad de naturaleza divina entre el Padre y el Hijo, subrayando que el Hijo procede del Padre y es su imagen perfecta.

«Se le llama “imagen” porque es consustancial y porque, en cuanto tal, procede del Padre, sin que el Padre proceda de Él.

Y Tomás de Aquino lo explica de la siguiente manera: 

La imagen de un ser puede hallarse en otro de dos maneras: de una parte, cuando se halla en un ser de la misma naturaleza específica, y así es como se halla la imagen de un rey en su hijo; y de otra, en un ser de naturaleza distinta, como la imagen del rey en una moneda. Pues bien, según el primer modo, el Hijo es imagen del Padre, mientras que el hombre se llama imagen de Dios conforme al segundo. De aquí que, para expresar la imperfección de la imagen en el hombre, no se dice que es imagen, sino que es a imagen, para designar un cierto movimiento que tiende a la perfección. En cambio, del Hijo no puede decirse que sea a imagen, porque es imagen perfecta del Padre.

Al llamarle «primogénito» (v. 15) muestra que tiene la supremacía y la capitalidad sobre todos los seres creados. 

Fue llamado “primogénito” no por su proveniencia del Padre, sino porque en Él fue hecha la creación… Si el Verbo fuera una de las criaturas, habría dicho la Escritura que Él es primogénito de todas las criaturas. Ahora bien, diciendo los santos que Él es “primogénito de toda creación” directamente se muestra que es otro distinto a toda la creación y que el Hijo de Dios no es una criatura.

Es primogénito, porque no sólo es anterior a todas las criaturas, sino que todas fueron creadas «en él», «por él» y «para él». El v. 18 emplea la imagen de Cristo, cabeza, y la Iglesia, cuerpo, de la que se habla en en varias ocasiones. 

Ya sabemos los cristianos que se llevó a cabo la resurrección en nuestra Cabeza y que se llevará en los miembros. La cabeza de la Iglesia es Cristo, y los miembros de Cristo, la Iglesia. Lo que aconteció en la cabeza se cumplirá más tarde en el cuerpo. Ésta es nuestra esperanza.

Cristo tiene la primacía sobre toda la creación, y por medio de Él, el Padre quiso reconciliar todas las cosas (v. 20). El pecado había separado a la humanidad de Dios, rompiendo el orden original. Con su sangre derramada en la cruz, Cristo restauró la paz, alcanzando a todo el universo con su poder reconciliador.

La historia de la salvación —tanto la de la humanidad entera como la de cada hombre de cualquier época— es la historia admirable de la reconciliación: aquélla por la que Dios, que es Padre, reconcilia al mundo consigo en la Sangre y en la Cruz de su Hijo hecho hombre, engendrando de este modo una nueva familia de reconciliados. La reconciliación se hace necesaria porque ha habido una ruptura —la del pecado— de la cual se han derivado todas las otras formas de rupturas en lo más íntimo del hombre y en su entorno. Por tanto la reconciliación, para que sea plena, exige necesariamente la liberación del pecado, que ha de ser rechazado en sus raíces más profundas. Por lo cual una estrecha conexión interna viene a unir conversión y reconciliación; es imposible disociar las dos realidades o hablar de una silenciando la otra.

## Versículo 18
18-Él es también la cabeza del cuerpo, que es la Iglesia; él es el principio, el primogénito de entre los muertos, para que él sea el primero en todo
"Él" se refiere a "Jesucristo". La "iglesia" aquí no es solo una iglesia en particular, por ejemplo, la iglesia en Colosas, o Corinto y otras; sino toda la comunión del pueblo escogido en gracia, la iglesia primogénita, aquellos cuyos nombres están escritos en el libro de la vida del Cordero de Dios en el cielo; la iglesia por la cual Cristo se ha dado a sí mismo, comprado con su sangre, y edificado sobre el fundamento de sí mismo como una roca, y se proporciona a sí mismo una iglesia gloriosa sin mancha, que puede compararse a "su cuerpo", una unidad compuesta de muchos miembros en unión unos con otros, colocados en sus respectivos lugares en justa simetría y proporción unos con otros, sírvanse los unos a los otros y nadie es más bajo o más alto que el otro, y en este cuerpo Cristo es "la cabeza".

## Versículos 21-23
A continuación el apóstol Pablo pone de manifiesto la acción salvadora de cristo:
21-Y a vosotros, que en otro tiempo erais extraños y enemigos por vuestros pensamientos y malas obras, 
22-ahora sin embargo os reconcilió mediante la muerte sufrida en su cuerpo de carne, para presentaros santos, sin mancha e irreprochables delante de él, 
23-con tal de que permanezcáis cimentados en la fe, firmes e inconmovibles en la esperanza del Evangelio que escuchasteis, que fue predicado a toda criatura que hay bajo el cielo, y del cual yo, Pablo, he sido constituido servidor.

### Comentario a los versículos 21-23
En la acción salvadora de Cristo, se destacan tres puntos que se desarrollarán en las próximas secciones de la carta, presentados en orden inverso al descrito aquí. Primero, se aborda la responsabilidad de vivir de manera coherente con la nueva condición de quienes han sido integrados en Cristo (vv. 21-22). Luego se subraya la importancia de mantenerse firmes en la fe y fieles al Evangelio recibido. Por último, se hace referencia a la autoridad de Pablo, cuya función es respaldar estas advertencias y servir al Evangelio (v. 23). La fe cristiana, por la Encarnación del Verbo, aparece como una doctrina diametralmente opuesta a un dualismo como el que se estaba difundiendo entre aquellos cristianos, que contemplaba materia y espíritu como realidades antagónicas. El cuerpo y las realidades puramente materiales no son obstáculo para la santificación.

Hay una única vida, hecha de carne y espíritu, y ésa es la que tiene que ser —en el alma y en el cuerpo— santa y llena de Dios: a ese Dios invisible, lo encontramos en las cosas más visibles y materiales

## Versículos 24-29
24-Ahora me alegro de mis padecimientos por vosotros, y completo en mi carne lo que falta a los sufrimientos de Cristo en beneficio de su cuerpo, que es la Iglesia. 
25-De ella he sido yo constituido servidor por disposición divina, dada en favor vuestro: para cumplir el encargo de anunciar la palabra de Dios, es decir, 
26-el misterio que estuvo escondido durante siglos y generaciones y que ahora ha sido manifestado a sus santos. 
27-En efecto, Dios quiso dar a conocer a los suyos las riquezas de gloria que contiene este misterio para los gentiles: es decir, que Cristo está en vosotros y es la esperanza de la gloria. 
28-Nosotros lo anunciamos exhortando a todo hombre y enseñando a cada uno con la verdadera sabiduría, para hacer a todos perfectos en Cristo. 
29-Con este fin trabajo afanosamente con su fuerza que actúa poderosamente en mí.

### Comentarios a los versículos 24-29
Alfonso María de Ligorio ofrece una explicación clara sobre el sentido de las palabras de San Pablo en «lo que falta a los sufrimientos de Cristo» (v. 24). La interpretación más común es la siguiente:

¿Es que la Pasión de Cristo no fue suficiente por sí sola para salvarnos? Nada faltó, sin duda, de su valor intrínseco y fue plenamente suficiente para salvar a todos los hombres. Con todo, para que los méritos de la pasión se nos apliquen, debemos, según Santo Tomás (Summa theologiae 3,49,3 ad 2 y ad 3), cooperar por nuestra parte —redención subjetiva—, soportando con paciencia los trabajos que Dios nos mande, para asemejarnos a nuestra cabeza que es Cristo.

Es decir, los hombres podemos cooperar con los planes de Dios no sólo por nuestras acciones y oraciones, sino también por nuestros sufrimientos, participando en los sufrimientos de Cristo. 

El hombre que sufre (…) en la dimensión espiritual de la obra de la redención sirve, como Cristo, para la salvación de sus hermanos y hermanas.

 Se llama «misterio» 

al anuncio de la economía de la Redención, ya que era desconocida para todos antiguamente y conocida sólo por Dios.